# Macedón bizánci katolikus egyház
A macedón bizánci katolikus egyház egy bizánci rítusú, keleti katolikus egyház, mely a római pápával egységben lévő részegyház, és liturgiájában a macedón nyelvet használja.

## Története
1918-ban jött létre, amikor megalakult a Szerb–Horvát–Szlovén Királyság (Kraljevina Srba, Hrvata i Slovenaca). Egy kis számú macedón közösség tért át a katolikus hitre. A létrejövő exarchátus azonban 1924-ben megszűnt, melyet csak 2001-ben állított vissza a Szentszék apostoli exarchátussá, és nevezett ki latin rítusú püspököt élére.

## Püspökei
- Epifanio Scianov (1895-1924)
- betöltetlen (1924-től 2001-ig)
- Joakim Herbut (2001-2005)
- Kiro Stojanov (2005-napjainkig)